# Google Person Finder
Google Person Finder es una aplicación web Código abierto que proporciona un registro de personas para familiares de damnificados por una  catástrofe natural y busca información sobre su situación y ubicación posible. Fue creada por ingenieros de Google, después del Terremoto de Haití de 2010.

## Historia
Google Person Finder está escrito en lenguaje Python. Su base de datos y la interfaz de programación de la aplicación están basadas bajo formato popular (PFIF), elaborado en 2005 por el proyecto Katrina PeopleFinder.
El servicio está disponible por SMS, lo que facilita su uso en las regiones donde no hay acceso a internet.